# Initiative populaire « pour la suppression de la vivisection »
L'initiative populaire  « pour la suppression de la vivisection » est une initiative populaire suisse, rejetée par le peuple et les cantons le 1er décembre 1985.

## Contenu
L'initiative propose d'ajouter un article 25ter à la Constitution fédérale interdisant la vivisection sur les vertébrés, ainsi que « toute expérience cruelle sur animaux ».
Le texte complet de l'initiative peut être consulté sur le site de la Chancellerie fédérale.

## Déroulement

### Contexte historique
Le premier texte législatif suisse concernant directement la protection des animaux est l'article 25bis de la Constitution qui résulte de l'initiative populaire « Interdiction d'abattre le bétail de boucherie sans l'avoir préalablement étourdi », acceptée en votation le 20 août 1891. Cet article, qui ne concerne à sa création que l'interdiction de l'abattage rituel, est étendu le 2 décembre 1973, pour spécifier en particulier que « la législation sur la protection des animaux est du ressort de la Confédération » et que les « interventions et essais sur les animaux vivants » doivent être sujets à cette législation.
Une loi fédérale sur la protection des animaux est alors préparée et présentée au Parlement qui l'accepte en 1978. Un référendum est cependant lancé contre cette loi, en particulier par des groupes jugeant qu'elle de va pas assez loin dans la protection des animaux ; elle est toutefois acceptée en votation le 3 décembre 1978, puis complétée par une ordonnance du 27 mai 1981 entrée en vigueur le 1er juillet 1981. Elle définit en particulier des normes concernant les expériences sur animaux qui doivent être limitées à l'indispensable, sont, dans les cas extrêmes, soumises à autorisation, et ne peuvent être réalisées que dans des installations appropriées et par des personnes correctement formées.
En lançant cette initiative, la fondation Helvetia Nostra, filiale de la fondation Franz Weber, dénonce les expériences animales qui « occasionnent, pour l'homme, pour les autres créatures et pour l'environnement infiniment plus de dommages et de maux qu'elles ne leur apportent de bienfaits ». Il relève également que ces expériences permettent de développer des substances toxiques ou polluantes.

### Récolte des signatures et dépôt de l'initiative
La récolte des 100 000 signatures nécessaires a débuté le 17 juin 1980. Le 17 septembre de l'année suivante, l'initiative a été déposée à la chancellerie fédérale qui l'a déclarée valide le 20 octobre.

### Discussions et recommandations des autorités
Le parlement et par le Conseil fédéral ont recommandé le rejet de cette initiative. Dans son messages aux Chambres fédérales, le gouvernement met en avant la nécessité des expériences sur les animaux en ce que concerne les développements médicaux ainsi que pour la recherche ; il relève enfin l'effet négatif qu'aurait une telle interdiction pour l'industrie chimico-pharmaceutique.

### Votation
Soumise à la votation le 1er décembre 1985, l'initiative est refusée par la totalité des 20 6/2 cantons et par 70,5 % des suffrages exprimés. Le tableau ci-dessous détaille les résultats par cantons :

## Effets
Dès le mois de mai 1995, soit six mois avant la votation, la Protection suisse des animaux commence à récolter des signatures pour une nouvelle initiative intitulée « pour une réduction stricte et progressive des expériences sur les animaux » ayant sensiblement le même but que cette initiative. Les initiants justifient leur action séparées par des réserves vis-à-vis de la proposition d'Helvetia Nostra qui, selon eux, ne supprimerait pas la vivisection, mais plutôt pousserait les laboratoires à délocaliser leurs expériences sur les animaux à l'étranger ; la nouvelle proposition, qui « constitue une solution réaliste en vue de parvenir à une réduction progressive des expériences sur animaux, sans que l'on soit obligé d'y renoncer dans les cas où elles restent indispensables », sera toutefois également refusée en votation le 16 février 1992.
Le même sort sera réservé une année plus tard  à l'initiative populaire « pour l'abolition des expériences sur animaux » lancée par la ligue internationale des médecins pour l'abolition de la vivisection pour interdire strictement toute expérimentation animale, rejetée le 7 mars 1993.